# I. Zivilsenat des Bundesgerichtshofes
Der I. Zivilsenat ist ein Spruchkörper des Bundesgerichtshofs. Es handelt sich um einen von insgesamt derzeit dreizehn Senaten, die sich mit Zivilsachen befassen. Er ist hauptsächlich für die Bereiche Urheberrecht, Gewerblicher Rechtsschutz, Speditions-, Lager- und Frachtrecht sowie Maklerrecht zuständig.

## Errichtung
Der I. Zivilsenat besteht seit der Gründung des Bundesgerichtshof am 1. Oktober 1950. Zum 1. Januar 1963 wurde der Senat in den I.a. und den Ib. Zivilsenat geteilt. Bei diesen Spruchkörpern handelte es sich trotz der Nummerierung um reguläre Spruchkörper und keine Hilfssenate. Zum 1. März 1968 wurde der Ia. Zivilsenat umbenannt und ist seither der X. Zivilsenat. Der Ib. Zivilsenat erhielt wieder die Bezeichnung I. Zivilsenat.

## Besetzung

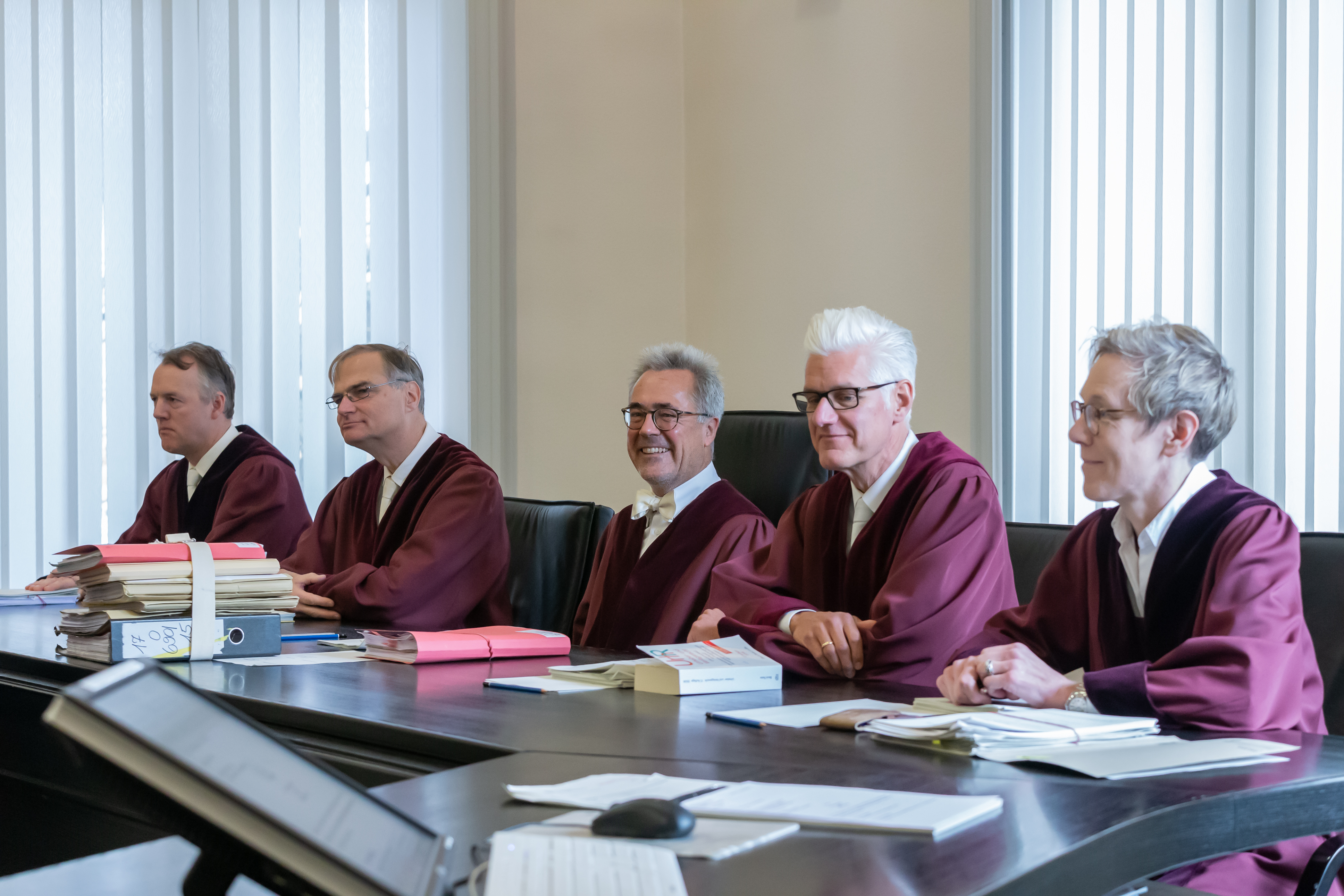
5 Richter des I. Zivilsenats während einer Verhandlung (2018)

Der Senat ist gegenwärtig (Stand: 1. Januar 2024) wie folgt besetzt:
- Vorsitzender: Thomas Koch
- Stellvertretender Vorsitzender: Jörn Feddersen
- Beisitzer: Christian Löffler, Martina Schwonke, Christiane Schmaltz, Babette Pohl, Bernd Odörfer, Annette Wille

## Vorsitzende
| Nr. | Name (Lebensdaten)                           | Beginn der Amtszeit    | Ende der Amtszeit |
| --- | -------------------------------------------- | ---------------------- | ----------------- |
| 1   | Hermann Weinkauff (1894–1981)                | 1. Oktober 1950 (1)    | 1959              |
| 2   | Günther Wilde (1900–1980)                    | 14./15. April 1959 (2) | 31. Dezember 1964 |
| 3   | Gerda Krüger-Nieland (1910–2000)             | 16. Februar 1965 (3)   | 30. Juni 1978     |
| 4   | Otto-Friedrich Freiherr von Gamm (1923–2001) | 3. Juli 1978           | 30. November 1990 |
| 5   | Henning Piper (1931–2012)                    | 1. Dezember 1990       | 30. Juni 1996     |
| 6   | Willi Erdmann (* 1937)                       | 1. Juli 1996           | 31. Juli 2002     |
| 7   | Eike Ullmann (* 1941)                        | 2002                   | 31. Oktober 2006  |
| 8   | Joachim Bornkamm (* 1948)                    | 1. November 2006       | 28. Februar 2014  |
| 9   | Wolfgang Büscher (* 1952)                    | 1. Juli 2014           | 31. Dezember 2017 |
| 10  | Thomas Koch (* 1961)                         | 25. Juli 2018          |                   |

## Ehemalige Mitglieder
Dem Senat gehörten früher u. a. an: Hans-Kurt Mees, Joachim Starck, Joachim von Ungern-Sternberg, Otto Teplitzky, Günther Pokrant und Wolfgang Schaffert. In andere Senate gewechselt sind Alfred Bergmann, Jochem Gröning und Wolfgang Kirchhoff.

## Zuständigkeit
Nach dem Geschäftsverteilungsplan des Bundesgerichtshofes (Stand 1. Januar 2025) ist der I. Zivilsenat zuständig für:
1. die Rechtsstreitigkeiten über Urheberrecht, Verlagsrecht und das Designrecht einschließlich Gemeinschaftsgeschmacksmusterrecht sowie über ein allgemeines Persönlichkeitsrecht, das vom Berechtigten kommerziell (wie ein Immaterialgüterrecht) verwertet wird;
2. die Rechtsstreitigkeiten aus dem Gebiet des gewerblichen Rechtsschutzes, soweit sie nicht dem X. Zivilsenat zugewiesen sind, insbesondere die Rechtsstreitigkeiten über
  1. Marken und sonstige Kennzeichen (§ 1 Markengesetz),
  
  2. Ansprüche aus dem Gesetz gegen den unlauteren Wettbewerb,
  
  3. Namensrecht, soweit es sich um die Verwechselbarkeit im geschäftlichen Verkehr oder um Streitigkeiten über Domain-Namen handelt;
3. die Rechtsstreitigkeiten aus dem Sortenschutzgesetz, soweit es sich um Streitigkeiten über die Sortenbezeichnung handelt;
4. die Entscheidungen über Rechtsbeschwerden gegen Beschlüsse des Bundespatentgerichts nach dem Markengesetz und in Designsachen sowie in Sortenschutzsachen, soweit es sich um die Sortenbezeichnung handelt;
5. die Rechtsstreitigkeiten über Ansprüche aus Kommissionsgeschäften (§§ 383 ff HGB);
6. die Rechtsstreitigkeiten über Ansprüche aus Speditions-, Lager- und Frachtgeschäften;
7. die Entscheidungen nach § 7 Abs. 2 LwVG (kraft Gesetzes);
8. die Ansprüche eines Patentanwalts und gegen einen Patentanwalt aus Anlass seiner Berufstätigkeit (Patentanwaltsordnung) einschließlich von Schadensersatzansprüchen, soweit es sich um Tätigkeiten auf den dem I. Zivilsenat zugewiesenen Rechtsgebieten handelt;
9. die Rechtsstreitigkeiten aus § 2 des Gesetzes über Unterlassungsklagen bei Verbraucherrechts- und anderen Verstößen (Unterlassungsklagengesetz), soweit nicht die Zuständigkeit eines anderen Zivilsenats gegeben ist (Schlussbemerkungen zur Geschäftsverteilung Nr. 4 c);
10. die Rechtsbeschwerden und sonstigen Rechtsbehelfe gegen Beschwerdeentscheidungen und andere Beschlüsse – mit Ausnahme von Beschlüssen in Klageverfahren – über Zwangsvollstreckung zur Erwirkung der Herausgabe von Sachen und zur Erwirkung von Handlungen oder Unterlassungen (§§ 883 ff ZPO) sowie betreffend die allgemeinen Vorschriften zur Zwangsvollstreckung wegen Geldforderungen (§§ 802a ff ZPO) und die Vorschriften über das Schuldnerverzeichnis (§§ 882b ff ZPO);
11. Rechtsbeschwerden gemäß § 70 FamFG in unternehmensrechtlichen Verfahren nach § 375 Nr. 2 FamFG in Verbindung mit § 595 Abs. 2 HGB;
12. die Entscheidungen nach § 108 Abs. 2 i. V. m. § 104 Abs. 2 Satz 2 BNotO.
13. die Rechtsstreitigkeiten über die Vertragsverhältnisse der Makler (§§ 652 ff BGB) einschließlich der Handelsmakler (§§ 93 ff HGB) sowie über Ansprüche aus § 354 HGB;
14. die Rechtsstreitigkeiten über Schiedsvereinbarungen und Schiedssprüche (§§ 1025 ff ZPO), soweit nicht der IX. Zivilsenat (Nr. 6 e) zuständig ist;
15. Ansprüche aus dem Bundesdatenschutzgesetz und der EU-Datenschutzgrundverordnung;
16. die Rechtsstreitigkeiten über Ansprüche von Spielern gegen Anbieter unerlaubter Glücksspiele;
17. alle Rechtsstreitigkeiten und Entscheidungen, die nicht einem anderen Senat zugewiesen sind.

## Geschichte
Der bereits seit Errichtung des Bundesgerichtshofs bestehende I. Zivilsenat wurde am Jahresbeginn 1963 in den Ia-Senat und den Ib-Senat geteilt (zum Hintergrund X. Zivilsenat des Bundesgerichtshofes). Die Aufteilung zwischen dem Ia-Senat und dem Ib-Senat erfolgte in der Weise, dass dem Ia-Senat die technischen Schutzrechte (Patent, Gebrauchsmuster) zugewiesen wurden, dem Ib-Senat das Warenzeichenrecht (inzwischen Markenrecht), das Geschmacksmuster- (jetzt Design-) und Urheberrecht sowie das Wettbewerbsrecht. Am 1. März 1968 erhielt der Ib-Senat die Bezeichnung I. Zivilsenat, während der Ia-Senat seither die Bezeichnung X. Zivilsenat trägt.